# Чемпіонат України з футболу 2023—2024: Прем'єр-ліга
Українська Прем'єр-ліга 2023—2024 (VBET Ліга) — 16-й сезон української Прем'єр-ліги (33-ій сезон вищого дивізіону з часу незалежності).
Через російське вторгнення в Україну матчі осінньої частини відбувалися без глядачів. 1 грудня 2023 Кабінет міністрів України доручив розробити рекомендації щодо допуску вболівальників на трибуни, внаслідок чого на частину матчів, які відбулися в 2024 році, був дозволений допуск глядачів.

## Регламент змагань
У чемпіонаті брали участь 16 команд. Змагання проводились у два кола за круговою системою.
За підсумками цього сезону до єврокубків потрапило 5 команд (2 — до Ліги чемпіонів, 1 — до Ліги Європи та 2 — до Ліги конференцій).
Чемпіон потрапив до кваліфікаційного раунду плей-оф Ліги чемпіонів, срібний призер стартуватиме з другого кваліфікаційного раунду шляху нечемпіонів.
У випадку, якщо переможець Кубку України кваліфікувався в Лігу чемпіонів, розподіл квот наступний:
Бронзовий призер потрапляє до третього кваліфікаційного раунду Ліги Європи.
Команди, що посіли 4-е та 5-е місце, потрапляють до другого кваліфікаційного раунду Ліги конференцій.
Команди, які посіли у турнірній таблиці 15 та 16 місця, напряму вилетіли в першу лігу, а команди, що посіли 13 та 14 місця, зіграли матчі плей-оф з 4-ю та 3-ю командами першої ліги відповідно.
При рівній кількості набраних очок у двох та/або більше команд їх місця визначаються за такими показниками:
1. більша кількість набраних очок в особистих зустрічах між цими командами;
2. краща різниця забитих і пропущених м’ячів в особистих зустрічах;
3. більша кількість забитих м’ячів в особистих зустрічах;
4. краща різниця забитих і пропущених м’ячів в усіх матчах;
5. більша кількість забитих м’ячів в усіх матчах.[4]

## Учасники
За підсумками попереднього сезону ФК «Львів», «Металіст» та «Інгулець» понизилися в класі, а «Полісся», «Оболонь» та ЛНЗ здобули путівки з першої ліги до Прем'єр-ліги.
Склад учасників:
| Команда          | Населений пункт                      | Стадіон | Місткість стадіону                       | Місце в ПЛ 2022–2023 |
| ---------------- | ------------------------------------ | --- | ---------------------------------------- | -------------------- |
| «Верес»          | Рівне                                | «Авангард» Центральний (Житомир) (1 матч) | 7122 5928                                | 13                   |
| «Ворскла»        | Полтава                              | «Ворскла» ім. Олексія Бутовського | 23 842                                   | 5                    |
| «Динамо»         | Київ                                 | «Динамо» ім. Валерія Лобановського | 16 873                                   | 4                    |
| «Дніпро-1»       | Дніпро                               | «Дніпро-Арена» «Авангард» (Ужгород) (3 матчі) | 31 003 10 383                            | 2                    |
| «Зоря»           | Луганськ                             | Арена «Лівий берег» (мас. Млиново) «Україна» (Львів) (1 матч) «Скіф» (Львів) (1 матч) «Авангард» (Ужгород) (1 матч) Центральний (Житомир) (1 матч) «Динамо» ім. Валерія Лобановського (Київ) (1 матч) «Колос» (Ковалівка) (1 матч) | 4700 27 925 4033 10 383 5928 16 873 5050 | 3                    |
| «Колос»          | с. Ковалівка Білоцерківського району | «Колос» | 5050                                     | 9                    |
| «Кривбас»        | Кривий Ріг                           | «Гірник» | 2500                                     | 7                    |
| ЛНЗ              | Черкаси                              | «Черкаси-Арена» «Колос» (Ковалівка) (2 матчі) | 10 321 5050                              | 3 (перша ліга, стик) |
| «Металіст 1925»  | Харків                               | Арена «Лівий берег» (мас. Млиново) «Динамо» ім. Валерія Лобановського (Київ) (1 матч) | 4700 16 873                              | 12                   |
| ФК «Минай»       | с. Минай Ужгородського району        | «Минай-Арена» «Динамо» ім. Валерія Лобановського (Київ) (1 матч) | 1312 16 873                              | 8                    |
| «Оболонь»        | Київ                                 | «Оболонь-Арена» | 5103                                     | 2 (перша ліга)       |
| ФК «Олександрія» | Олександрія                          | КСК «Ніка» | 7000                                     | 6                    |
| «Полісся»        | Житомир                              | Центральний «Авангард» (Рівне) (1 матч) | 5928 7122                                | 1 (перша ліга)       |
| «Рух»            | Львів                                | «Арена Львів» «Україна» (1 матч) | 34 725 27 925                            | 11                   |
| «Чорноморець»    | Одеса                                | «Чорноморець» Арена «Лівий берег» (мас. Млиново) (1 матч) | 34 164 4700                              | 10                   |
| «Шахтар»         | Донецьк                              | «Арена Львів» (Львів) Арена «Лівий берег» (мас. Млиново) (2 матчі) | 34 725 4700                              | 1                    |

### Керівництво, тренери та спонсори
| Команда          | Президент            | Головний тренер            | Екіпірування   | Титульний спонсор |
| ---------------- | -------------------- | -------------------------- | -------------- | ----------------- |
| «Верес»          | Іван Надєїн          | Олег Шандрук (в. о.)       | Kelme          | «vbet»            |
| «Ворскла»        | Костянтин Жеваго     | Сергій Долганський (в. о.) | Nike           | «Ferrexpo»        |
| «Динамо»         | Ігор Суркіс          | Олександр Шовковський      | New Balance    | «А-Банк»          |
| «Дніпро-1»       | Максим Береза        | Юрій Максимов              | Nike           | «Windrose»        |
| «Зоря»           | Євгеній Гєллєр       | Юрій Коваль (в. о.)        | Puma           | —                 |
| «Колос»          | Андрій Засуха        | Олександр Поздєєв          | Nike           | «Favbet»          |
| «Кривбас»        | Костянтин Караманіц  | Юрій Вернидуб              | Strochka Sport | «Рудомайн»        |
| ЛНЗ              | Андрій Полтавець     | Олег Дулуб                 | Macron         | «vbet»            |
| «Металіст 1925»  | Володимир Носов      | Віктор Скрипник            | Puma           | «WhiteBIT»        |
| ФК «Минай»       | Валерій Пересоляк    | Желько Любенович           | Kelme          | «vbet»            |
| «Оболонь»        | Олександр Слободян   | Валерій Іващенко           | Jako           | «Оболонь»         |
| ФК «Олександрія» | Сергій Кузьменко     | Руслан Ротань              | Nike           | «AgroVista»       |
| «Полісся»        | Геннадій Буткевич    | Сергій Шищенко (в. о.)     | Nike           | BGV               |
| «Рух»            | Григорій Козловський | Віталій Пономарьов         | Macron         | «Emily Resort»    |
| «Чорноморець»    | Леонід Клімов        | Роман Григорчук            | Kelme          | «vbet»            |
| «Шахтар»         | Рінат Ахметов        | Маріно Пушич               | Puma           | «Favbet»          |

- До 20 серпня 2023 року головним тренером «Дніпра-1» був Олександр Кучер.[7]
- До 23 серпня 2023 року головним тренером ЛНЗ був Олександр Ковпак.[8]
- До 27 серпня 2023 року головним тренером «Зорі» був Ненад Лалатович.[9]
- До 30 серпня 2023 року виконувачем обов'язків головного тренера ЛНЗ був Юрій Дудник.[10]
- До 30 серпня 2023 року титульним спонсором «Металіста 1925» був «AES Group».[11]
- До 9 вересня 2023 року виконувачем обов'язків головного тренера «Зорі» був Младен Бартулович.[12]
- До 14 вересня 2023 року виконувачем обов'язків головного тренера «Дніпра-1» був Валерій Городов.[13]
- До 16 жовтня 2023 року головним тренером «Шахтаря» був Патрік ван Леувен.[14]
- До 24 жовтня 2023 року виконувачем обов'язків головного тренера «Шахтаря» був Дарійо Срна.[15][16]
- До 3 листопада 2023 року головним тренером «Динамо» був Мірча Луческу.[17]
- До 6 листопада 2023 року виконувачем обов'язків головного тренера «Металіста 1925» був Едмар.[18]
- До 11 листопада 2023 року головним тренером «Зорі» був Валерій Кривенцов.[19]
- До 17 листопада 2023 року головним тренером ФК «Минай» був Володимир Шаран.[20]
- До 22 листопада 2023 року генеральним директором «Металіста 1925» був Ярослав Вдовенко.[21]
- До 11 грудня 2023 року Олександр Шовковський перебував у статусі виконувача обов'язків головного тренера «Динамо».[22]
- До 12 грудня 2023 року головним тренером «Вересу» був Сергій Лавриненко.[23]
- До 20 грудня 2023 року виконувачем обов'язків головного тренера «Металіста 1925» був Олег Голодюк.[24]
- До 20 грудня 2023 року головним тренером «Ворскли» був Віктор Скрипник.[24]
- До весняної частини чемпіонату титульним спонсором «Колоса» був «Світанок».
- До 8 березня 2024 року «Кривбас» використовував екіпірування компанії Joma.
- До 11 березня 2024 року головним тренером «Полісся» був Юрій Калитвинцев.[25]
- До 28 квітня 2024 року головним тренером «Колоса» був Ярослав Вишняк.[26]
- До 12 травня 2024 року Олександр Поздєєв перебував у статусі виконувача обов'язків головного тренера «Колоса».[27]

## Турнірна таблиця
| М  | Команда          | І  | В  | Н  | П  | РМ    | О  |
| -- | ---------------- | -- | -- | -- | -- | ----- | -- |
|    | «Шахтар»         | 30 | 22 | 5  | 3  | 63−24 | 71 |
|    | «Динамо»         | 30 | 22 | 3  | 5  | 72−28 | 69 |
|    | «Кривбас»        | 30 | 17 | 6  | 7  | 51−30 | 57 |
| 4  | «Дніпро-1»       | 30 | 14 | 10 | 6  | 40−27 | 52 |
| 5  | «Полісся»        | 30 | 14 | 8  | 8  | 39−30 | 50 |
| 6  | «Рух»            | 30 | 12 | 13 | 5  | 44−31 | 49 |
| 7  | ЛНЗ              | 30 | 11 | 8  | 11 | 31−34 | 41 |
| 8  | ФК «Олександрія» | 30 | 8  | 10 | 12 | 30−38 | 34 |
| 9  | «Ворскла»        | 30 | 9  | 6  | 15 | 30−46 | 33 |
| 10 | «Зоря»           | 30 | 7  | 11 | 12 | 29−37 | 32 |
| 11 | «Колос»          | 30 | 7  | 11 | 12 | 22−31 | 32 |
| 12 | «Чорноморець»    | 30 | 10 | 2  | 18 | 38−47 | 32 |
| 13 | «Верес»          | 30 | 6  | 10 | 14 | 31−46 | 28 |
| 14 | «Оболонь»        | 30 | 5  | 11 | 14 | 18−41 | 26 |
| 15 | ФК «Минай»       | 30 | 5  | 10 | 15 | 27−50 | 25 |
| 16 | «Металіст 1925»  | 30 | 5  | 8  | 17 | 32−57 | 23 |

Позначення:

## Результати матчів
| Команда          | ВЕР | ВОР | ДИН | Д-1 | ЗОР | КОЛ | КРИ | ЛНЗ | М25 | МИН | ОБЛ | ОЛЕ | ПОЛ | РУХ | ЧОР | ШАХ    |
| ---------------- | --- | --- | --- | --- | --- | --- | --- | --- | --- | --- | --- | --- | --- | --- | --- | ------ |
| «Верес»          |     | 1:2 | 1:1 | 1:1 | 2:2 | 0:2 | 0:2 | 0:0 | 4:3 | 3:1 | 3:0 | 2:2 | 0:2 | 2:5 | 3:1 | 1:1    |
| «Ворскла»        | 2:1 |     | 1:5 | 2:3 | 1:2 | 0:2 | 1:4 | 0:0 | 2:2 | 2:3 | 3:1 | 1:0 | 0:3 | 1:1 | 2:1 | 0:1    |
| «Динамо»         | 3:0 | 2:0 |     | 0:1 | 2:0 | 5:0 | 3:1 | 1:1 | 4:2 | 4:1 | 2:0 | 4:2 | 3:0 | 2:0 | 1:0 | 0:1    |
| «Дніпро-1»       | 2:0 | 1:2 | 1:2 |     | 2:2 | 1:1 | 1:0 | 0:0 | 1:0 | 1:1 | 1:2 | 1:0 | 2:1 | 0:1 | 5:2 | 1:1    |
| «Зоря»           | 1:1 | 1:0 | 0:3 | 0:1 |     | 0:1 | 1:3 | 1:2 | 2:1 | 2:0 | 0:0 | 0:0 | 0:1 | 0:0 | 1:0 | 1:3    |
| «Колос»          | 2:0 | 0:0 | 1:1 | 0:2 | 0:1 |     | 0:3 | 1:3 | 1:1 | 2:0 | 0:0 | 0:0 | 0:0 | 0:1 | 2:0 | 0:2    |
| «Кривбас»        | 2:1 | 1:1 | 0:2 | 3:0 | 2:2 | 1:0 |     | 2:0 | 3:0 | 3:0 | 1:0 | 2:1 | 0:1 | 1:3 | 1:0 | 3:3    |
| ЛНЗ              | 1:0 | 1:0 | 2:4 | 1:1 | 2:1 | 1:1 | 0:3 |     | 0:1 | 1:2 | 3:0 | 0:0 | 1:2 | 2:1 | 0:2 | 0:3    |
| «Металіст 1925»  | 1:2 | 3:2 | 2:4 | 1:1 | 2:1 | 0:0 | 1:3 | 1:1 |     | 1:0 | 1:1 | 0:3 | 3:3 | 1:4 | 2:1 | 1:2    |
| ФК «Минай»       | 0:0 | 0:0 | 1:3 | 1:1 | 1:1 | 3:2 | 0:1 | 0:3 | 2:0 |     | 0:1 | 2:2 | 2:3 | 1:1 | 2:0 | 1:4    |
| «Оболонь»        | 0:0 | 0:1 | 2:4 | 0:1 | 2:4 | 0:0 | 0:0 | 1:0 | 1:0 | 1:1 |     | 0:3 | 1:0 | 0:0 | 1:1 | 0:3    |
| ФК «Олександрія» | 1:0 | 1:0 | 0:1 | 1:0 | 0:0 | 0:1 | 1:0 | 1:2 | 1:0 | 1:1 | 2:2 |     | 0:3 | 2:2 | 1:5 | 0:3[а] |
| «Полісся»        | 1:1 | 1:0 | 3:2 | 1:1 | 1:1 | 1:0 | 1:1 | 0:1 | 2:1 | 2:1 | 2:0 | 1:2 |     | 0:1 | 1:4 | 2:0    |
| «Рух»            | 3:1 | 4:1 | 1:2 | 0:2 | 2:1 | 1:1 | 1:1 | 1:0 | 1:1 | 0:0 | 2:2 | 0:0 | 1:1 |     | 2:0 | 1:1    |
| «Чорноморець»    | 0:1 | 0:1 | 3:2 | 0:2 | 0:0 | 1:0 | 1:2 | 1:3 | 3:0 | 3:0 | 2:0 | 3:2 | 1:0 | 2:3 |     | 1:4    |
| «Шахтар»         | 2:0 | 1:2 | 1:0 | 1:3 | 2:1 | 3:2 | 5:2 | 3:0 | 2:0 | 2:0 | 1:0 | 2:1 | 0:0 | 3:1 | 3:0 |        |

а Згідно з рішенням КДК УАФ від 4 березня 2024 року за вихід на поле не заявленого футболіста команді ФК «Олександрія» зараховано технічну поразку 0:3, а команді «Шахтар» — технічну перемогу 3:0. Початковий результат матчу — 0:0.

## Перехідні матчі за право виступати в Прем'єр-лізі
За підсумками сезону команди, які посіли 13-те та 14-те місця в Прем'єр-лізі, грають перехідні матчі за право виступати у Прем’єр-лізі проти команд, які посіли відповідно четверте та третє місця в першій лізі. Жеребкування послідовності проведення матчів відбулося 1 травня 2024 року.
| 29 травня 2024 15:30 +25 °C |

| «Епіцентр» | 1:1      | «Верес»      |
| ---------- | -------- | ------------ |
| Мороз 28'  | Протокол | Гайдучик 80' |

| Арена «Лівий берег», Млиново Глядачів: 1170 Арбітр: Віктор Копієвський (Кропивницький) |

| 2 червня 2024 17:00 +20 °C |

| «Верес»                        | 3:1      | «Епіцентр» |
| ------------------------------ | -------- | ---------- |
| Гайдучик 7', 45+4' Шарай 45+2' | Протокол | Стень 89'  |

| «Авангард», Рівне Глядачів: 3789 Арбітр: Олексій Деревінський (Хмельницький) |

«Верес» переміг 4:2 за сумою двох матчів та зберіг місце в Прем’єр-лізі, а «Епіцентр» — у першій.
| 29 травня 2024 18:00 +23 °C |

| «Оболонь» | 1:0      | «Лівий берег» |
| --------- | -------- | ------------- |
| Мороз 53' | Протокол |               |

| «Оболонь-Арена», Київ Глядачів: 1200 Арбітр: Максим Козиряцький (Запоріжжя) |

| 2 червня 2024 16:00 +27 °C |

| «Лівий берег» | 1:1      | «Оболонь»     |
| ------------- | -------- | ------------- |
| Сідней 54'    | Протокол | Краснопір 65' |

| Арена «Лівий берег», Млиново Глядачів: 1711 Арбітр: Микола Балакін (Київська область) |

«Оболонь» перемогла 2:1 за сумою двох матчів та зберегла місце в Прем’єр-лізі, а «Лівий берег» — у першій.

## Статистика

### Найкращі бомбардири
| №  | Футболіст          | Команда       | Голи (пен.) |
| -- | ------------------ | ------------- | ----------- |
| 1  | Владислав Ванат    | «Динамо»      | 14 (2)      |
| 2  | Данило Сікан       | «Шахтар»      | 10          |
| 3  | Віталій Буяльский  | «Динамо»      | 10 (3)      |
| 4  | Едуардо Герреро    | «Зоря»        | 9           |
| 4  | Олексій Гуцуляк    | «Дніпро-1»    | 9           |
| 4  | Олег Кожушко       | «Кривбас»     | 9           |
| 4  | Олександр Філіппов | «Дніпро-1»    | 9           |
| 8  | Ілля Квасниця      | «Рух»         | 8           |
| 8  | Андрій Штогрін     | «Чорноморець» | 8           |
| 10 | Андрій Ярмоленко   | «Динамо»      | 8 (2)       |

### Хет-трики
| Гравець        | Клуб          | Суперник      | Результат | Дата            | Джерело |
| -------------- | ------------- | ------------- | --------- | --------------- | ------- |
| Артур Авагімян | «Чорноморець» | «Полісся»     | 4:1       | 30 березня 2024 | [ 30 ]  |
| Марлон Гомес   | «Шахтар»      | «Чорноморець» | 4:1       | 1 травня 2024   | [ 31 ]  |

Примітки:

### Відвідуваність матчів
| Команда          | Домашніх матчів з глядачами | Відвідуваність домашніх матчів | Відвідуваність домашніх матчів | Відвідуваність домашніх матчів | Відвідуваність домашніх матчів |
| Команда          | Домашніх матчів з глядачами | Сумарна                        | Середня                        | Максимальна                    | Мінімальна                     |
| ---------------- | --------------------------- | ------------------------------ | ------------------------------ | ------------------------------ | ------------------------------ |
| «Верес»          | 7                           | 14718                          | 2103                           | 2800                           | 1194                           |
| «Ворскла»        | 6                           | 7912                           | 1319                           | 2800                           | 395                            |
| «Динамо»         | 7                           | 11597                          | 1657                           | 1800                           | 1377                           |
| «Зоря»           | 5                           | 2897                           | 579                            | 1540                           | 183                            |
| «Колос»          | 6                           | 2827                           | 471                            | 494                            | 412                            |
| «Кривбас»        | 6                           | 3657                           | 610                            | 685                            | 532                            |
| ЛНЗ              | 5                           | 2039                           | 408                            | 437                            | 380                            |
| «Металіст 1925»  | 5                           | 2075                           | 415                            | 500                            | 263                            |
| ФК «Минай»       | 7                           | 3607                           | 515                            | 700                            | 250                            |
| «Оболонь»        | 7                           | 7344                           | 1049                           | 1500                           | 697                            |
| ФК «Олександрія» | 8                           | 5574                           | 697                            | 1180                           | 557                            |
| «Полісся»        | 7                           | 9105                           | 1301                           | 1751                           | 970                            |
| «Рух»            | 6                           | 6930                           | 1155                           | 1500                           | 720                            |
| «Чорноморець»    | 1                           | 494                            | 494                            | 494                            | 494                            |
| «Шахтар»         | 7                           | 5243                           | 749                            | 1317                           | 410                            |
| Всього           | 90                          | 86019                          | 956                            | 2800                           | 183                            |

Всі домашні матчі «Дніпра-1» пройшли без глядачів.

## Нагороди

### Гравець і тренер туру
| Тур | Гравець туру         | Гравець туру    | Гравець туру | Тренер туру           | Тренер туру      | Тренер туру |
| Тур | Гравець              | Клуб            | Джерело      | Тренер                | Клуб             | Джерело     |
| --- | -------------------- | --------------- | ------------ | --------------------- | ---------------- | ----------- |
| 1   | Владислав Ванат      | «Динамо»        | [ 34 ]       | Мірча Луческу         | «Динамо»         | [ 34 ]      |
| 2   | Юрій Климчук         | «Рух»           | [ 35 ]       | Олександр Ковпак      | ЛНЗ              | [ 35 ]      |
| 3   | Олександр Бандура    | ФК «Минай»      | [ 36 ]       | Віталій Пономарьов    | «Рух»            | [ 36 ]      |
| 4   | Дмитро Криськів      | «Шахтар»        | [ 37 ]       | Роман Григорчук       | «Чорноморець»    | [ 37 ]      |
| 5   | Олександр Назаренко  | «Полісся»       | [ 38 ]       | Юрій Калітвінцев      | «Полісся»        | [ 38 ]      |
| 6   | Максим Задерака      | «Кривбас»       | [ 39 ]       | Юрій Вернидуб         | «Кривбас»        | [ 39 ]      |
| 7   | Владислав Ванат      | «Динамо»        | [ 40 ]       | Юрій Вернидуб         | «Кривбас»        | [ 40 ]      |
| 8   | Володимир Бражко     | «Динамо»        | [ 41 ]       | Юрій Вернидуб         | «Кривбас»        | [ 41 ]      |
| 9   | Володимир Бражко     | «Динамо»        | [ 42 ]       | Мірча Луческу         | «Динамо»         | [ 42 ]      |
| 10  | Віталій Буяльский    | «Динамо»        | [ 43 ]       | Юрій Калітвінцев      | «Полісся»        | [ 43 ]      |
| 11  | Олександр Піхальонок | «Дніпро-1»      | [ 44 ]       | Дарійо Срна           | «Шахтар»         | [ 44 ]      |
| 12  | Бені Макуана         | «Полісся»       | [ 45 ]       | Юрій Вернидуб         | «Кривбас»        | [ 45 ]      |
| 13  | Олександр Зубков     | «Шахтар»        | [ 46 ]       | Маріно Пушич          | «Шахтар»         | [ 46 ]      |
| 14  | Владислав Ванат      | «Динамо»        | [ 47 ]       | Юрій Максимов         | «Дніпро-1»       | [ 47 ]      |
| 15  | Денис Бойко          | «Полісся»       | [ 48 ]       | Олександр Шовковський | «Динамо»         | [ 48 ]      |
| 16  | Олександр Зубков     | «Шахтар»        | [ 49 ]       | Маріно Пушич          | «Шахтар»         | [ 49 ]      |
| 17  | Олександр Зубков     | «Шахтар»        | [ 50 ]       | Олександр Шовковський | «Динамо»         | [ 50 ]      |
| 18  | Владислав Ванат      | «Динамо»        | [ 51 ]       | Олександр Шовковський | «Динамо»         | [ 51 ]      |
| 19  | Дмитро Криськів      | «Шахтар»        | [ 52 ]       | Маріно Пушич          | «Шахтар»         | [ 52 ]      |
| 20  | Кевін                | «Шахтар»        | [ 53 ]       | Руслан Ротань         | ФК «Олександрія» | [ 53 ]      |
| 21  | Ілля Квасниця        | «Рух»           | [ 54 ]       | Олег Шандрук          | «Верес»          | [ 54 ]      |
| 22  | Артур Авагімян       | «Чорноморець»   | [ 55 ]       | Олександр Шовковський | «Динамо»         | [ 55 ]      |
| 23  | Артем Бондаренко     | «Шахтар»        | [ 56 ]       | Маріно Пушич          | «Шахтар»         | [ 56 ]      |
| 24  | Володимир Бражко     | «Динамо»        | [ 57 ]       | Олександр Шовковський | «Динамо»         | [ 57 ]      |
| 25  | Микола Шапаренко     | «Динамо»        | [ 58 ]       | Олександр Шовковський | «Динамо»         | [ 58 ]      |
| 26  | Владислав Ванат      | «Динамо»        | [ 59 ]       | Олександр Шовковський | «Динамо»         | [ 59 ]      |
| 27  | Андрій Ярмоленко     | «Динамо»        | [ 60 ]       | Олег Шандрук          | «Верес»          | [ 60 ]      |
| 28  | Георгій Судаков      | «Шахтар»        | [ 61 ]       | Желько Любенович      | ФК «Минай»       | [ 61 ]      |
| 29  | Арі Моура            | «Металіст 1925» | [ 62 ]       | Желько Любенович      | ФК «Минай»       | [ 62 ]      |
| 30  | Луїфер Ернандес      | «Полісся»       | [ 63 ]       | Сергій Шищенко        | «Полісся»        | [ 63 ]      |

### Гравець і тренер місяця
За результатами голосування, організованого УПЛ
| Місяць         | Гравець місяця   | Гравець місяця | Тренер місяця         | Тренер місяця | Джерело |
| Місяць         | Гравець          | Клуб           | Тренер                | Клуб          | Джерело |
| -------------- | ---------------- | -------------- | --------------------- | ------------- | ------- |
| Липень−серпень | Іван Дібанго     | «Кривбас»      | Роман Григорчук       | «Чорноморець» | [ 64 ]  |
| Вересень       | Максим Задерака  | «Кривбас»      | Юрій Вернидуб         | «Кривбас»     | [ 65 ]  |
| Жовтень        | Бені Макуана     | «Полісся»      | Юрій Калітвінцев      | «Полісся»     | [ 66 ]  |
| Листопад       | Володимир Бражко | «Динамо»       | Олександр Шовковський | «Динамо»      | [ 67 ]  |
| Грудень−лютий  | Владислав Ванат  | «Динамо»       | Олександр Шовковський | «Динамо»      | [ 68 ]  |
| Березень       | Владислав Ванат  | «Динамо»       | Олександр Шовковський | «Динамо»      | [ 69 ]  |
| Квітень        | Данило Сікан     | «Шахтар»       | Олександр Шовковський | «Динамо»      | [ 70 ]  |
| Травень        | Луїфер Ернандес  | «Полісся»      | Сергій Шищенко        | «Полісся»     | [ 71 ]  |